# Río Salient
El río Salient es un río del Valle de Arán al norte de la provincia de Lérida (España), afluente del río Garona.
Discurre por el centro del Valle de Arán en el municipio de Viella y Medio Arán, antes de desembocar en el río Garona transcurre cerca de la población de Vilac.